# Мельно (Кросненський повіт)
Мельно (пол. Mielno, нім. Mehlen) — село в Польщі, у гміні Ґубін Кросненського повіту Любуського воєводства.
Населення — 96 осіб (2011).
У 1975-1998 роках село належало до Зеленогурського воєводства.

## Демографія
Демографічна структура станом на 31 березня 2011 року:
|          | Загалом | Допрацездатний вік | Працездатний вік | Постпрацездатний вік |
| -------- | ------- | ------------------ | ---------------- | -------------------- |
| Чоловіки | 50      | 9                  | 35               | 6                    |
| Жінки    | 46      | 6                  | 27               | 13                   |
| Разом    | 96      | 15                 | 62               | 19                   |